# Izquierda Socialista (Argentina)
Izquierda Socialista (IS), registrado como Izquierda por una Opción Socialista, es un partido político argentino de orientación trotskista, creado en 2006. Conforma la sección argentina de la Unidad Internacional de los Trabajadores – Cuarta Internacional. Actualmente es parte del Frente de Izquierda y de los Trabajadores junto al Partido Obrero, al Movimiento Socialista de los Trabajadores y al Partido de los Trabajadores Socialistas.

## Origen e ideología
Tomó ese nombre luego de la división del Movimiento Socialista de los Trabajadores en MST Documento 1 y MST Documento 2 (en referencia a los documentos con los cuales se estaba de acuerdo previo al fallido V Congreso). Ambos documentos intentaron convivir como tendencias internas del partido desde 2004, pero la experiencia no prosperó. En 2005 el MST Documento 1 pasaría a denominarse MST Alternativa y el MST Documento 2 se llamaría MST El Socialista, en referencia a los periódicos que cada uno editaba. Posteriormente, en 2006, el MST Alternativa hace una presentación judicial que intervino el distrito Córdoba hasta entonces en manos del MST El Socialista, rompiendo el acuerdo entre ambos, es ahí cuando este último decide cambiarse de nombre y pasa a denominarse Izquierda Socialista.
El partido cuenta con presencia en el interior del país en provincias como Jujuy, Tucumán, Santa Cruz, Santiago del Estero, San Juan, La Rioja, Río Negro, Neuquén, Santa Fe y Córdoba, gran parte del Gran Buenos Aires, La Plata y C.A.B.A.
Izquierda Socialista se reivindica continuadora de la corriente política fundada por Nahuel Moreno en 1943, la cual se ha denominado de distintas formas a lo largo de su existencia (GOM, POR, Palabra Obrera, PRT, PRT-La Verdad, PST, MAS)
A partir del año 2017 se formó la organización de mujeres feministas Isadora - Mujeres en Lucha.
Y en 2020 lanzó la agrupación ambientalista "Ambiente en Lucha" 

## Frente de Izquierda y de los Trabajadores
El partido integra el Frente de Izquierda y de los Trabajadores junto al Partido Obrero y el Partido de los Trabajadores Socialistas, creado el 14 de abril de 2011, con vista a las elecciones presidenciales del mismo año. La alianza presentó candidatos en varios distritos como del país, cubriendo con candidaturas locales más del 90% de la población. Para dichos comicios presentó una serie de propuestas que incluían.
- Aumento del salario mínimo a 15.000 pesos.
- Pago del 82% móvil del salario a los jubilados, con aplicación retroactiva.
- Reparto de las horas de trabajo disponibles y formación profesional a cargo de los empleadores, para combatir la desocupación.
- Fin de la tercerización; ingreso a planta permanente, vigencia del convenio más favorable en todas las empresas.
- No pago de la deuda externa.
- Nacionalización, sin indemnización, de los bancos, el petróleo, la minería, las telecomunicaciones y el comercio exterior agrario.
- Nacionalización de los ferrocarriles, entregándolos su control y gestión a los trabajadores en todos los niveles.
- Juicio y castigo a todos los culpables del crimen de Mariano Ferreyra.

En materia de política internacional, apoyo a la rebelión popular, la expulsión del imperialismo de todos los países, apoyo a la unidad socialista de América Latina y al socialismo internacional. Apoyo a las revoluciones árabes, rechazo a la intervención de la OTAN en Libia; rechazo a la ocupación israelí en los territorios palestinos.

### Desempeño electoral
En los comicios legislativos del 2013, el Frente de Izquierda y de los Trabajadores obtuvo diputados nacionales y provinciales y un senador provincial. Cabe destacar que las bancas obtenidas son rotativas entre las distintas fuerzas que componen el FIT en el distrito donde se ganó la banca. De esta forma, los diputados y senadoras electos son:
1. Por la Provincia de Buenos Aires, los diputados nacionales Néstor Pitrola (PO), Myriam Bregman (PTS) y Juan Carlos Giordano (IS); y los diputados provinciales Christian Castillo (PTS), Guillermo Kane Cáceres (PO) y Mónica Schlotthauer (IS)
2. Por la Capital Federal, los legisladores Marcelo Ramal (PO), Patricio del Corro (PTS) y Laura Marrone (IS)
3. Por la Provincia de Mendoza, el diputado nacional Nicolás del Caño (PTS) y Soledad Sosa (PO) junto con 3 diputados provinciales y un senador provincial
4. Por la Provincia de Salta, el diputado nacional Pablo López (PO) y varios diputados provinciales y concejales.
5. Por la provincia de Córdoba, la diputada provincial Liliana Olivero quedó muy cerca de obtener un escaño. Sin embargo, tras el escrutinio definitivo, quedó excluida.[16]

Estos se suman a los diputados ya obtenidos anteriormente en la Provincia de Neuquén y la Provincia de Córdoba.

## Representantes

### Diputados Nacionales
|  | Juan Carlos Giordano | Buenos Aires           | 2025 | 2025 |
|  | Mercedes De Mendieta | Ciudad de Buenos Aires | 2025 | 2025 |

## Política Sindical
Izquierda Socialista impulsó frentes sindicales combativos a lo largo de sus años, como fue el Encuentro del Sindicalismo Combativo, hoy forma parte del Plenario del Sindicalismo Combativo, el único frente sindical antiburocrático y de izquierda en el país, en el cual junto a otros partidos de izquierda tiene una importante participación.
Participa en la dirección del gremio Unión Ferroviaria Oeste con la lista Bordó, también dirige en Sindicato de docentes Ademys, forma parte de la lista Multicolor en el SUTEBA, integra ATE-MECON, y ATE-INDEC, dirige la Secretaría General de ADOSAC-Pico Truncado, participa en la dirección de Amsafe-Rosario, cuenta con presencia en la comisión directiva de FOETRA por la oposición y dirigió la comisión directiva de Aten-Capital. 
Como también concurre en muchas más comisiones internas y listas opositoras.
Su secretario General del SITE-Tucumán fue echado de manera burocrática por ser oposición. Además impulsa agrupaciones amplias como Docentes en Marcha, Estudiantes en Marcha, Estatales en Marcha.

## Política Internacional
Izquierda Socialista integra la Unidad Internacional de los Trabajadores - Cuarta Internacional (UIT-CI), corriente que reivindica y aborda la tarea de la construcción del socialismo a nivel mundial, en contraste con la Tercera Internacional y la traición de Stalin. Sus principales medios de difusión son la revista Correspondencia Internacional y su página web, que consisten en diversas interpretaciones sobre las situaciones que se van dando en el plano internacional. La UIT-CI tiene presencia en Brasil, a través de la CST en el PSOL; en Venezuela, por medio del Partido Socialismo y Libertad; en Chile, bajo el nombre de MST, el Movimiento Al Socialismo (MÁS) México, el Partido de la Democracia Obrera de Turquía, Lucha Internacionalista del Estado español, entre otros.

## Publicaciones
Izquierda Socialista edita semanalmente el periódico El Socialista, su principal medio de propaganda. También, junto a la Unidad Internacional de los Trabajadores- Cuarta Internacional, publica periódicamente la revista Correspondencia Internacional y numerosos libros sobre teoría marxista y recopilaciones de autores clásicos. Entre ellos se pueden destacar:[cita requerida]
- Actualización del programa de transición (1980) por Nahuel Moreno
- "Un documento escandaloso" (1973) o "El Morenazo" por Nahuel Moreno
- "Conversaciones con Nahuel Moreno" por Nahuel Moreno
- "Después del Cordobazo" por Nahuel Moreno
- "El golpe gorila de 1955" por Nahuel Moreno
- "Chile: El fracaso de la vía pacífica al socialismo" por Nahuel Moreno
- "De Illia a Onganía" por Nahuel Moreno
- "La revolución permanente" por León Trotski

Posee también una página web con actualización diaria, la cual fue renovada completamente en el 2013.

## Dirigentes y figuras
- Rubén Pollo Sobrero, dirigente ferroviario.
- Liliana Olivero, exdiputada provincial en la Provincia de Córdoba.
- Juan Carlos Giordano, exdiputado nacional por la Provincia de Buenos Aires y director de El Socialista.
- Angélica Lagunas, exdiputada provincial en la Provincia de Neuquén y exsecretaria general de ATEN Capital.
- José Castillo, economista.
- Laura Marrone, docente, legisladora electa y miembro de ADEMyS.
- Mónica Schlotthauer, delegada ferroviaria y diputada nacional.
- Ezequiel Peressini Diputado provincial en la Provincia de Córdoba.
- Anisa Favoretti Diputada provincial en la Provincia de Santiago del Estero.
- Mercedes Trimarchi Diputada provincial en la Provincia de Buenos Aires, actualmente Legisladora Porteña y dirigente de Isadora.
- Mercedes de Mendieta Diputada electa por CABA, legisladora en CABA (2021,2022-2023) y dirigente de Isadora.
- Nicolás Núñez Legislador electo por la Ciudad autónoma de Buenos Aires, y dirigente nacional de la Juventud de Izquierda Socialista.
- Pablo Almeida Legislador electo por la Ciudad autónoma de Buenos Aires, y Delegado General ATE MECON.